# Chrysler Sigma
La Sigma è un'autovettura mid-size prodotta dalla Chrysler dal 1977 al 1980 per il mercato australiano. Il modello fu poi realizzato con marchio Mitsubishi fino al 1987. Il motore era montato anteriormente, mentre la trazione era posteriore.

## La Chrysler Sigma

### La versione GE (1977–1980)

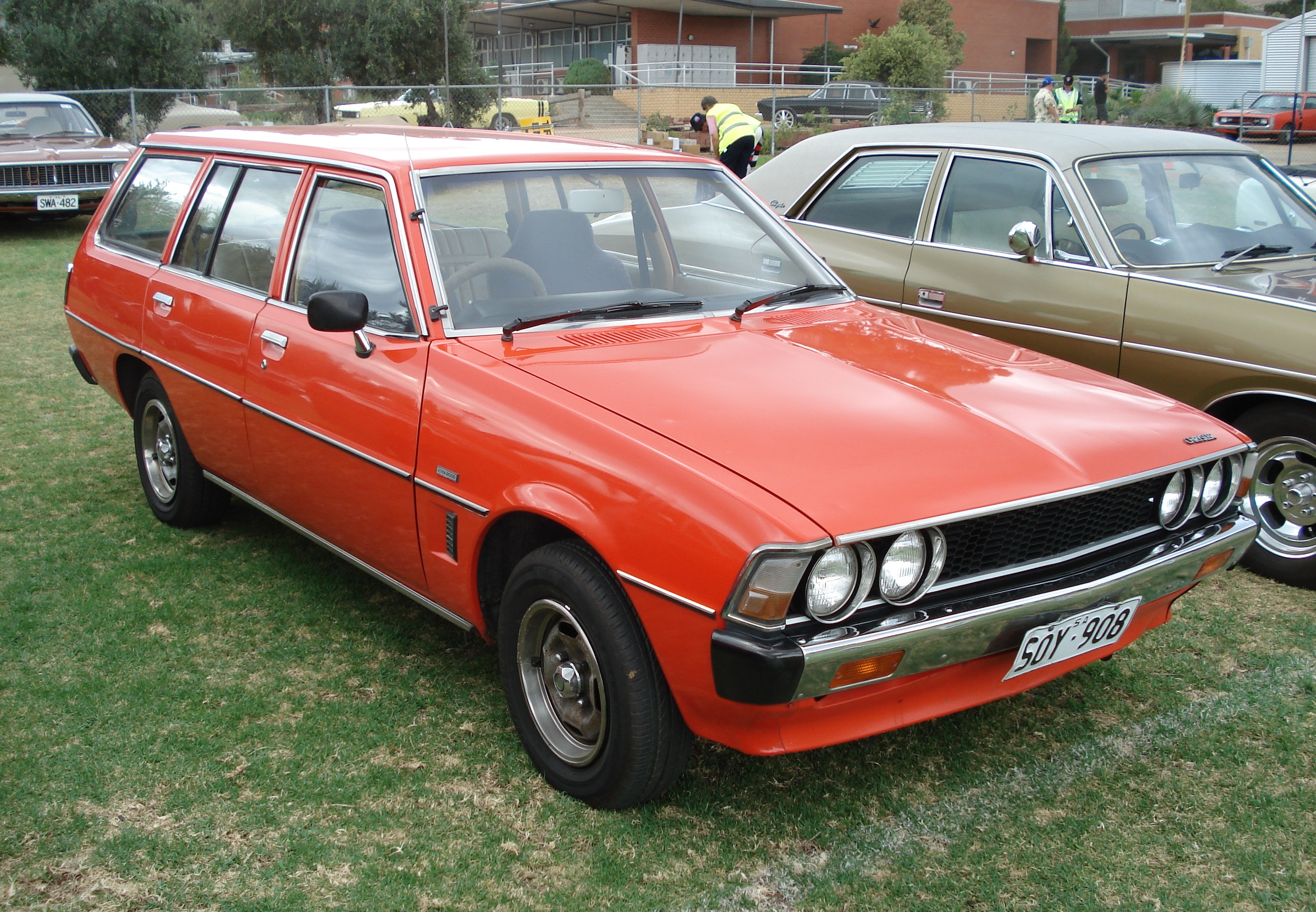
Una Chrysler Sigma GE allestimento GL versione familiare

Il modello fu introdotto nell'ottobre del 1977 per sostituire la Mitsubishi Galant. L'allestimento medio era il "GL". Esso era equipaggiato da un quattro cilindri in linea da 1,85 L o da 2 L di cilindrata. Il cambio era manuale a quattro rapporti. Al top di gamma era presente l'allestimento SE, che era invece equipaggiato da un cambio automatico a tre rapporti.
Una versione coupé due porte chiamata "Sigma Scorpion", che era basata sulla Mitsubishi Galant Lambda, fu lanciata nel marzo 1978. Sei mesi dopo fu invece aggiunta alla gamma una versione familiare.
Sull'allestimento SE fu disponibile di serie, dal 1979, un cambio manuale a cinque rapporti. Dal gennaio 1980, sugli allestimenti GL e SE, fu invece offerto un motore da 2,6 L che erogava 98 CV di potenza e 188 N•m di coppia. 

### La versione GH (1980–1982)

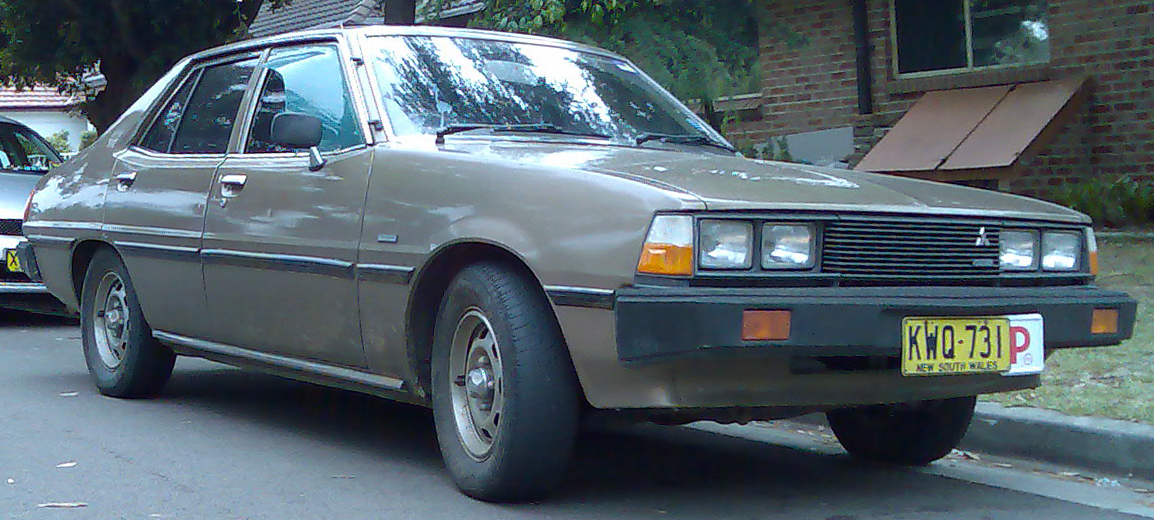
Una Mitsubishi Sigma (GH) GL berlina

La serie GH, che fu immessa sul mercato australiano nel maggio del 1980, era sostanzialmente la versione aggiornata della generazione precedente. Sul mercato giapponese e su quello neozelandese questa versione fu invece commercializzata nel 1979. La meccanica rimase invece immutata. 
In occasione del lancio di questa serie fu aggiunto alla gamma l'allestimento sportivo GLX, che si posizionò tra gli allestimenti GL e SE. Dell'allestimento GLX ne venne realizzata una versione speciale che fu denominata "Peter Wherrett". Tale versione speciale montava cerchioni in lega leggera, volante MOMO e sospensioni ad alte prestazioni.
Nell'ottobre del 1980 il modello cambiò nome da "Chrysler Sigma" a "Mitsubishi Sigma". Nel settembre del 1981 fu introdotta una versione con motore sovralimentato che erogava 156 CV e 235 N•m. La serie GH uscì di produzione nel febbraio 1982. 

## La Mitsubishi Sigma

### La versione GJ (1982–1984)

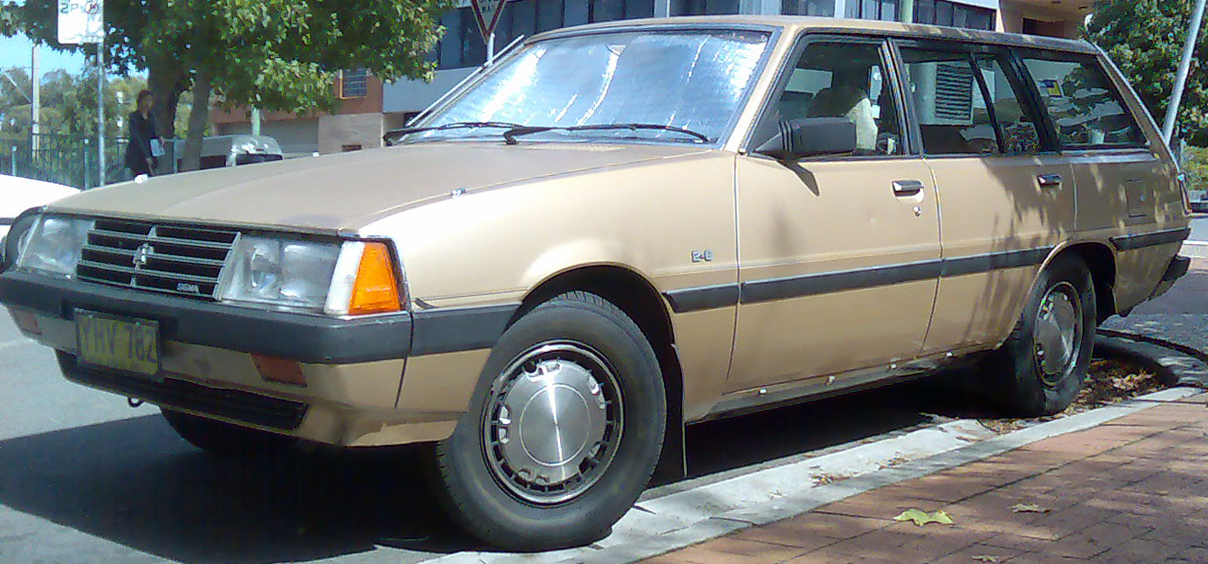
Una Mitsubishi Sigma (GJ) SE familiare

La serie GJ, che era basata sulla Mitsubishi Galant, fu lanciata sui mercati nel marzo del 1982. La versione berlina fu completamente riprogettata mentre la versione familiare venne parzialmente aggiornata. In quest'ultimo caso, la parte del veicolo modificata fu quella anteriore. Il resto rimase pressoché immutato. Anche i motori e la trasmissione rimasero gli stessi. Furono però aumentate la potenza e la coppia. Quelle del motore da 2 L raggiunsero i 70 CV ed i 152 N•m, mentre la potenza e la coppia del propulsore da 2,6 L toccarono, rispettivamente, i 76 CV ed i 192 N•m. 

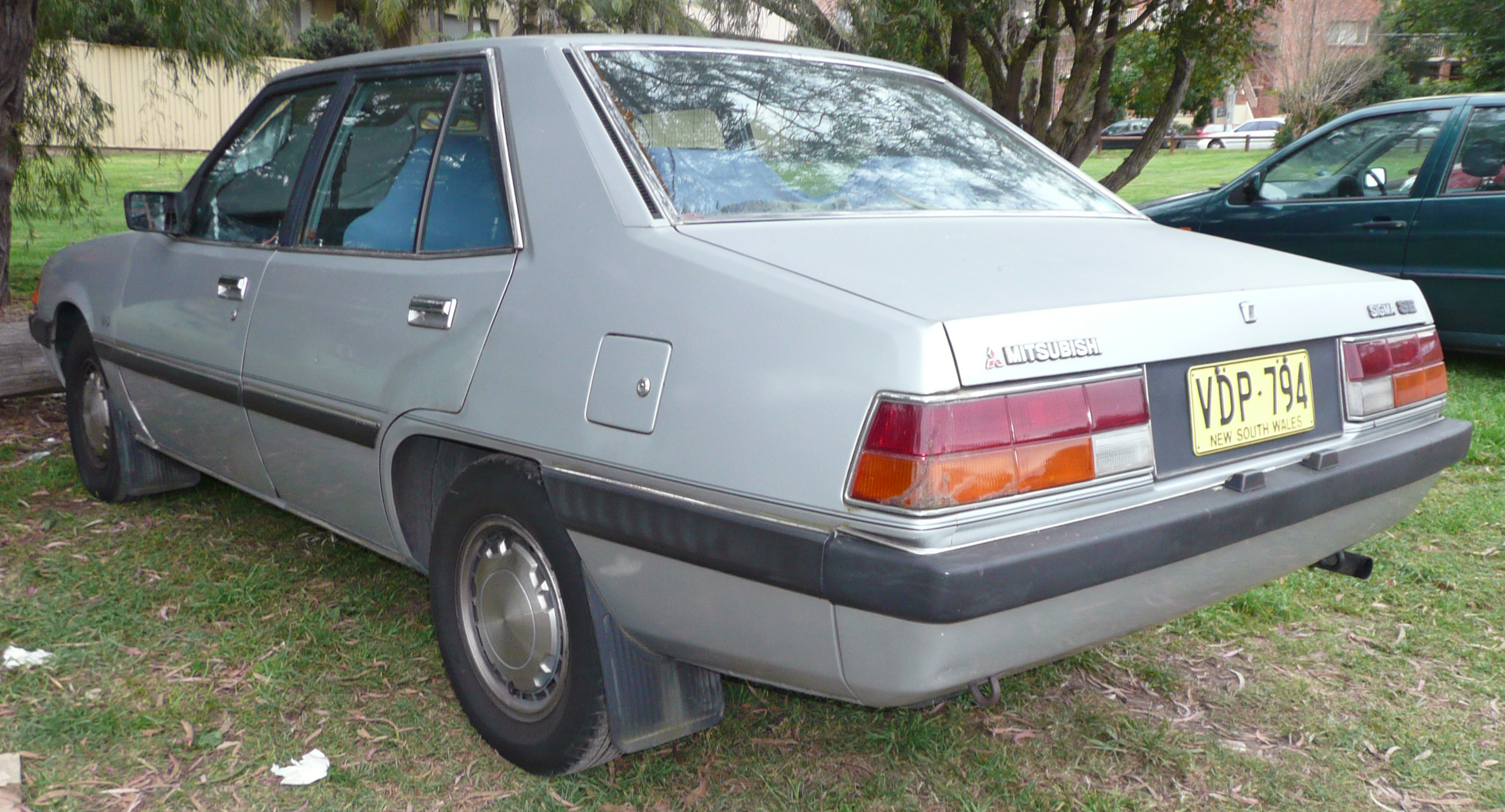
Una Mitsubishi Sigma (GJ) SE berlina

Fu anche realizzata una versione speciale, la Sigma GSR, che era dotata di un motore da 2 L o da 2,6 L. Era disponibile sia in versione con cambio manuale che con automatico. Inoltre, era dotata di cerchioni in lega leggera, freni a disco sulle quattro ruote e volante sportivo.
Nell'ottobre del 1983 fu lanciata sui mercati la versione lussuosa "Super Saloon". Fu collocata al di sopra l'allestimento SE e venne equipaggiata da un motore 2,6 L oltre che da un cambio manuale a cinque rapporti (in alternativa, era disponibile anche una trasmissione automatica a tre rapporti). Era inoltre fornita di cerchioni in lega leggera, interni d'alto livello, alzacristalli elettrici, aria condizionata e servosterzo.  La verniciatura era a due colori.
Negli anni ottanta la Sigma GJ fu l'unica vettura australiana ad essere esportata in Europa. Il modello fu infatti venduto nel Regno Unito in versione berlina e familiare con marchio Lonsdale.

### La versione GK (1984–1985)

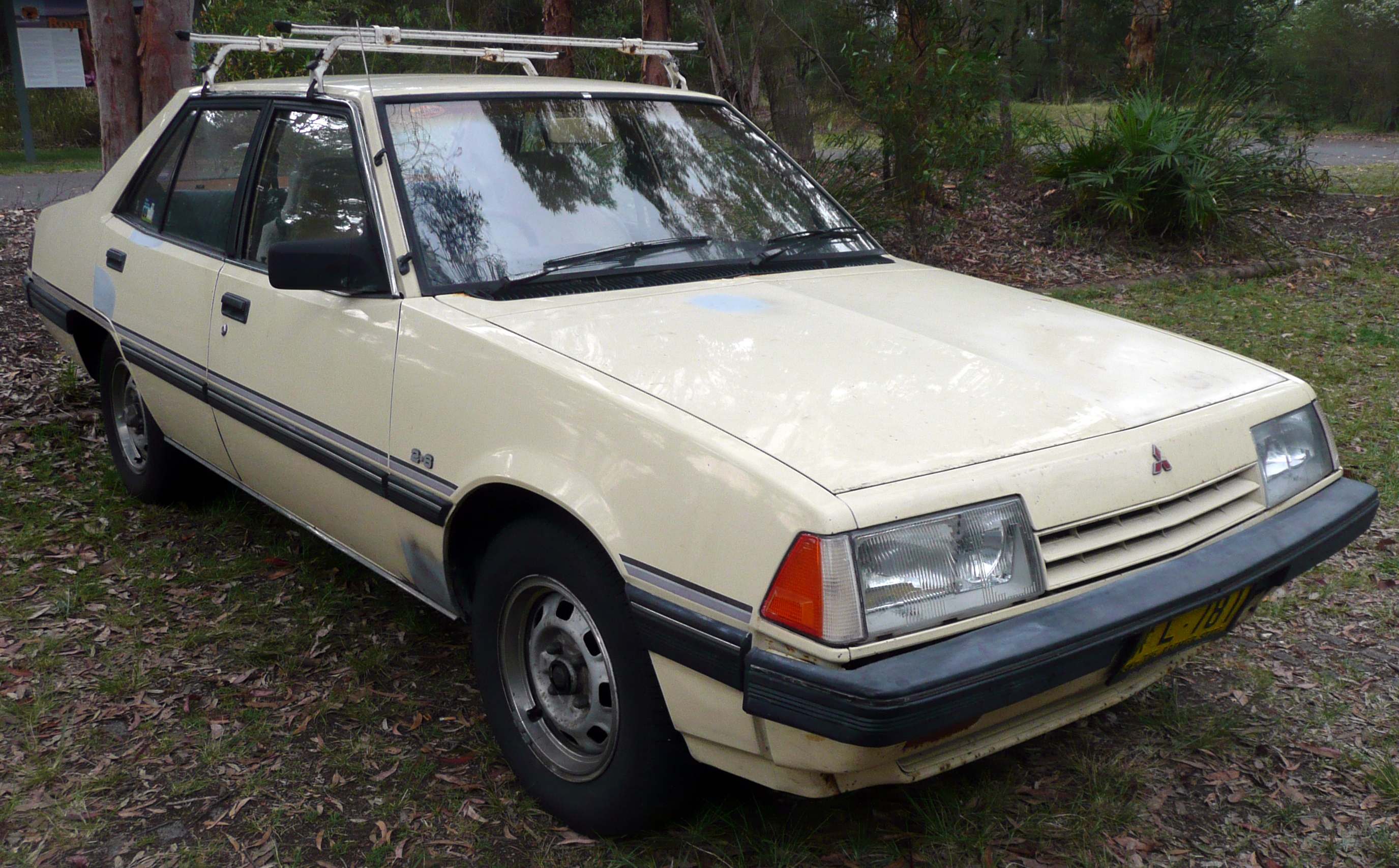
Una Mitsubishi Sigma (GK) Satellite berlina

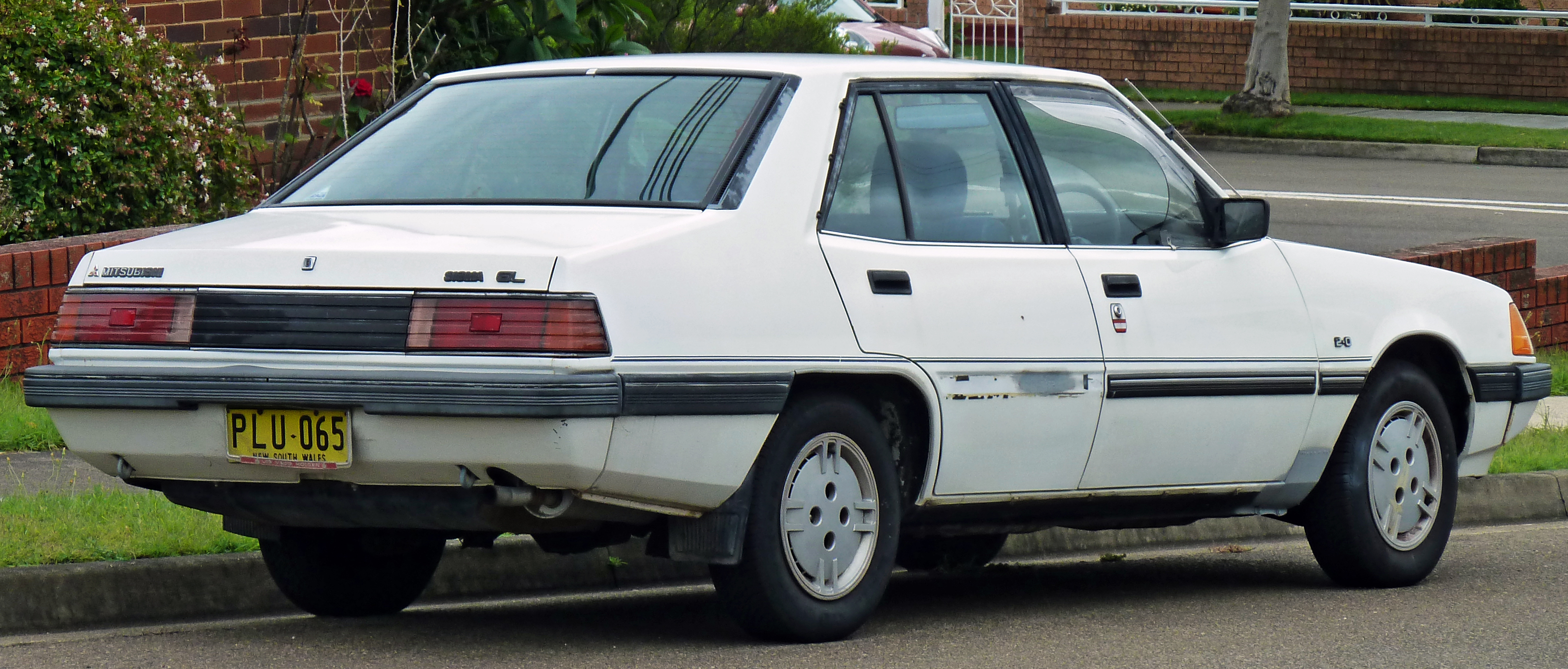
Una Mitsubishi Sigma (GK) GL berlina

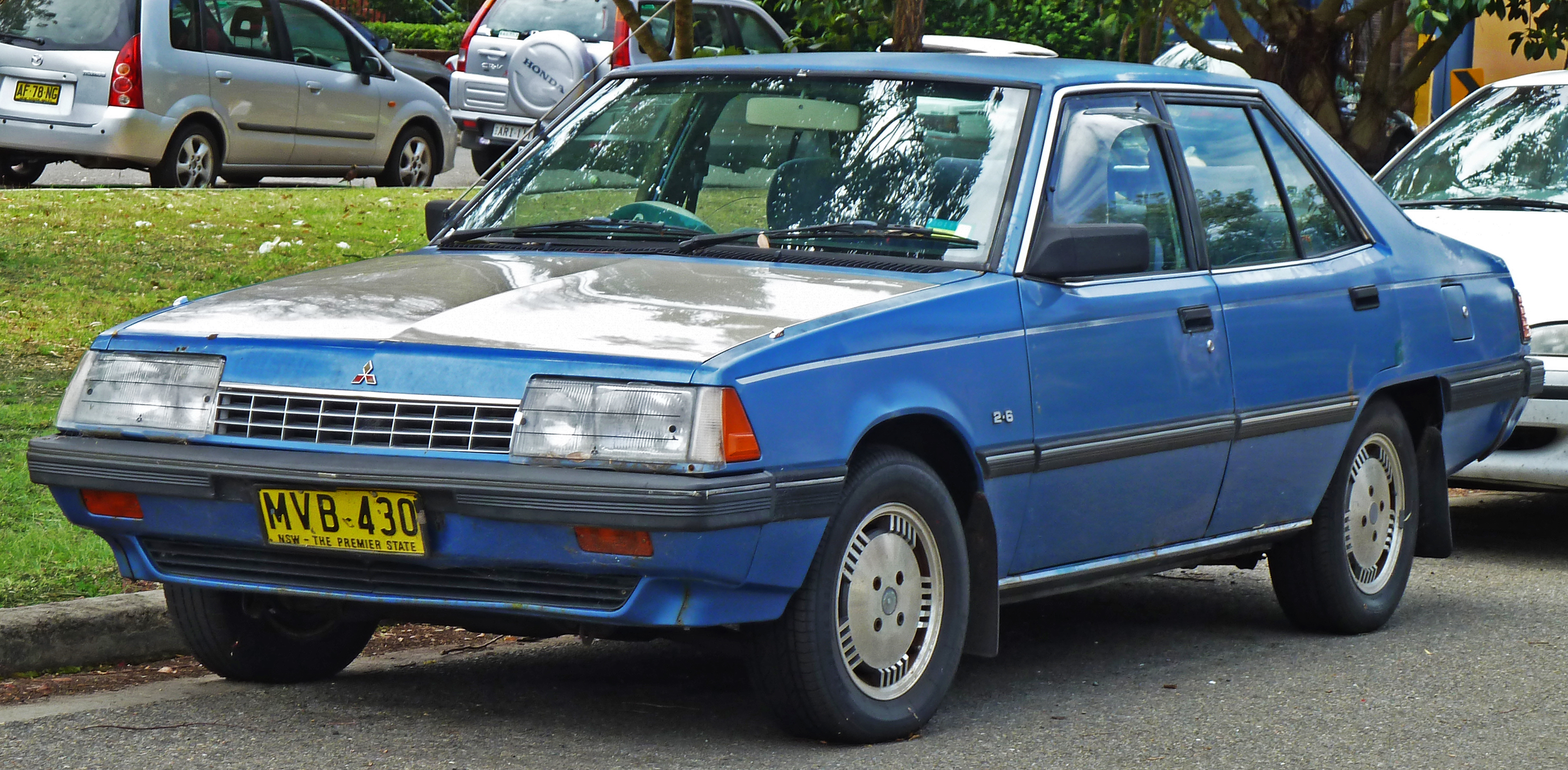
Una Mitsubishi Sigma (GK) SE berlina

La serie GK fu lanciata sui mercati nel marzo del 1984. Con questa serie, la vettura subì un facelift sia al corpo vettura che agli interni. In particolare, il modello fu fornito di un nuovo cofano, di una nuova calandra e di fanali posteriori rinnovati. Furono invece gli interni a cambiare di più. I sedili, ad esempio, furono completamente ridisegnati. Un altro dei cambiamenti applicati al modello fu l'eliminazione delle cromature, che furono sostituite da una verniciatura nera. La meccanica, invece, rimase immutata.
L'allestimento XL fu quello alla base dell'offerta. Era disponibile sia con il motore da 1,6 L che con quello da 2 L. L'allestimento SE era quello collocato appena sopra ed era dotato di sedili in velluto, poggiatesta, bracciolo posteriore e freni posteriori a disco. Erano anche installate, sul cielo, delle luci che permettevano al passeggero di leggere in caso di scarsa luminosità. Erano invece offerti, tra gli optional, il servosterzo e gli alzacristalli elettrici. Era disponibile anche l'allestimento GSR. Esso comprendeva due spoiler (uno anteriore d uno posteriore), dei cerchioni in lega, un motore da 2,6 L ed un cambio manuale a cinque rapporti. Questa versione era anche dotata di un volante sportivo e di freni posteriori a disco. 

### La versione GN (1985–1987)
La serie GN è stata lanciata sui mercati nel luglio del 1985. Questa nuova generazione era offerta solo con l'allestimento GL. Il modello fu aggiornato principalmente esteriormente. Venne, per esempio, modificata la calandra. Il cambiamento maggiore fu però operato sulla familiare. La linea venne cambiata completamente e, con la modifica del tettuccio, venne ricavato uno spazio interno maggiore. La versione familiare fu esportata anche in Nuova Zelanda. In questo Paese, infatti, c'era una forte richiesta di questa tipologia di vettura.
Il modello era offerto con un motore da 2 L che erogava 70 CV e 152 N•m oppure con un propulsore da 2,6 L che sviluppava 111 CV e 200 N•m. I cambiamenti alla meccanica furono, rispetto alla generazione precedente, minori. Essi furono infatti concentrati esclusivamente su alcuni componenti del propulsore. Nel dicembre 1985 fu tolto dai listini il motore da 2 L. La Mitsubishi decise infatti di non produrne una versione adatta alla benzina senza piombo. Quest'ultimo tipo di carburante, venne infatti introdotto in Australia nel gennaio del 1986. La Sigma uscì definitivamente di produzione all'inizio del 1987.